# 2-е Плоське
2-е Плоське (рос. 2-е Плоское) — село в Пристенському районі Курської області Російської Федерації.
Населення становить 154 особи. Входить до складу муніципального утворення Яригінська сільрада.

## Історія
Населений пункт розташований на території українського етнічного та культурного краю Східна Слобожанщина.
Від 2004 року входить до складу муніципального утворення Яригінська сільрада.

## Населення
| 2002 | 2010 |
| ---- | ---- |
| 242  | ↘154 |